# Serra de Cantàbria
La serra de Cantabria és un sistema muntanyenc del nord de la península Ibèrica que travessa les províncies de Burgos, La Rioja, Àlaba i Navarra. Se subdivideix en tres parts: La serra de Toloño entre les Conchas de Haro i Peñacerrada, una altra zona sense sobrenom dita únicament serra de Cantabria i la serra de Codés. Des de la planada alabesa, la serra de Cantabria és el darrer límit natural abans d'endinsar-se a les vegues de La Rioja alabesa en la vall de l'Ebre.

## Orònim
Serra de Cantabria fa referència al jaciment arqueològic anomenat ciudad de Cantabria que està en aquesta zona, no pas a Cantàbria.

## Geomorfologia
Té crestes molt esmolades de relleu del tipus juràssic.
Els materials dominants són calcaris.

## Cims principals
- Peña Las Doce: 1.252 m.[7] El nom prové de l'ombra que projecta al migdia.
- Peña La Tortuga: 1.255 m.[8]
- Peña del Castillo: 1.262 m.
- Mont Toloño: 1271 m.[9]Amb orientació sud.
- Peña del León: 1.221 m.
- Eskamelo: 1.290 m.
- Peña Artesilla: 1.341 m.
- Cervera-Zerbera: 1.306 m.[10]
- Recilla-Errezilla: 1.381 m.[11]
- Palomares occidental: 1.387 m.
- Palomares: 1.436 m.[12]
- Larrasa: 1.455 m. Punt més alt de tota la serra.[13]
- Cruz del Castillo: 1.431 m.[14]
- Peña del León: 1.389 m.[15]
- San Tirso: 1234 m.[16][17]
- Alto del Avellanal Alto: 1.157 m.
- Payo Redondo: 1.217 m.
- Peña Alta: 1.247 m.[18]